# 도하 협정 (2020년)
아프가니스탄에 평화를 가져오기 위한 협정 (Agreement for Bringing Peace to Afghanistan)이라고도 알려져 있는 도하 협정 (Doha Agreement)은 2020년 2월 29일, 아프가니스탄 전쟁을 종식시키려는 목적으로 미국과 탈레반이 서명한 평화 협정이다. 4페이지 분량의 협정문 서명은 카타르 도하에 위치한 쉐라톤 그랜드 도하에서 체결됐으며, 미국 국무부 웹사이트에 게재됐다.
이 협정은 탈레반이 통제하는 지역에서 알카에다의 활동을 막겠다는 탈레반의 약속과 탈레반과 아프가니스탄 정부 간 꾸준한 대화를 대가로 아프가니스탄에서 모든 북대서양 조약 기구군 병력을 철수하는 내용을 담고 있다. 미국은 135일 이내에 (즉, 2020년 7월까지) 13,000명에서 8,600명으로 초기 병력 감축에 동의했으며, 탈레반이 약속을 지킨다면 14개월 이내에 (즉, 2021년 5월 1일까지) 완전히 철수하겠다고 약속했다. 미국은 또한 135일 이내에 5개의 군사 기지를 폐쇄하기로 약속했으며, 2020년 8월 27일까지 탈레반 을 향한 경제 제재를 종료할 의향을 표명했다.
중국, 러시아, 파키스탄이 이 협정에 지지를 표명하고, 유엔 안전보장이사회에서 만장일치로 협정 승인이 이루어졌지만, 아프가니스탄 정부는 협정에 참여하지 않았다. 인도는 이 협정을 환영했다.
평화 협정이 이루어졌음에도 아프간 안보군을 향한 반군의 공격이 급증하여 이 여파로 수천명이 사망했다. 그러나 합의에 따른 철수는 계속되었다. 2021년 1월까지 2,500명의 미군만이 아프가니스탄에 남아 있었고, 북대서양 조약 기구군은 그해 여름 말까지 완전히 철수했다. 미국은 탈레반이 무력으로 아프가니스탄을 장악함에 따라 2021년 8월 30일에 완전 철수를 마무리했다.

## 협정
아프간 내부 협상은 2020년 3월 10일, 노르웨이 오슬로에서 시작될 예정이었다. 2019년 아프간 대통령 선거 결과에 이의가 제기되면서 아프간 정부 협상단 구성은 확정되지 않았다. 이 합의는 회담이 시작될 때까지 아프가니스탄 정부가 탈레반 포로 5,000명을 석방하고 탈레반이 억류하고 있는 정부군 1,000명을 포로 교환할 것을 촉구했다.
합의 조항에는 아프가니스탄에서 모든 북대서양 조약 기구 병력의 철수, 탈레반이 통제하는 지역에서 알카에다의 활동을 방지하겠다는 탈레반의 서약, 탈레반과 아프가니스탄 정부 간 회담이 포함되었다. 미국은 2020년 7월까지 초기 병력 규모를 13,000명에서 8,600명으로 줄이고, 탈레반이 약속을 지키면 14개월 이내에 완전히 철수하기로 합의했다. 옌스 스톨텐베르그 북대서양 조약 기구 사무총장은 나토의 병력을 약 16,000명에서 약 12,000명으로 줄이겠다고 약속했다. 미국은 또한 135일 이내에 5개의 군사 기지를 폐쇄하기로 약속했으며 2020년 8월 27일까지 탈레반을 향한 경제 제재를 종료할 의향을 표명했다.

## 아프간 내부 대화 및 협상
도하 협정은 아프간 내부 대화와 “영구히 포괄하는 휴전”을 목적으로 하는 협상을 3월 10일에 시작할 것을 촉구했다. 아프가니스탄 정부는 도하 협정의 당사자가 아니었고, 3월 1일, 가니 대통령은 포로 교환을 거부할 것이라고 밝히면서 아프가니스탄 정부는 탈레반 수감자 5,000명을 석방하겠다고 약속한 적이 없다고 말했다. [...] 수감자 석방은 미국의 권한이 아니라 아프가니스탄 정부의 권한이다."라고 밝혔다. 가니는 또한 모든 죄수 교환이 "대화의 전제 조건이 될 수는 없지만" 협상의 일부가 되어야 한다고 말했다. 3월 2일, 탈레반 대변인은 아프간 내부 회담을 할 수 있는 "완벽한 준비"가 되어 있다고 밝혔지만, 약 5,000명의 포로가 석방되지 않으면 회담이 없을 것이라고 말했다. 탈레반 대변인은 또한 합의된 폭력 축소 기간이 끝났으며, 아프간 정부군을 향한 작전이 재개될 수 있다고 말했다.
그럼에도 수감자 석방을 위한 아프간 정부와 탈레반 간 협상은 계획대로 2020년 3월 10일에 시작되었다. 하지만, 같은 날 가니는 3월 14일에 탈레반 포로 1,400명을 석방하는 법령에 서명했으며, 이 석방은 그들이 전투에 복귀하지 않을 것을 보장하는 서약서에 서명하는 데 동의한 경우에만 가능할 것이라고 말했다. 같은 날 미국은 일부 병력을 철수하기 시작했다.평화 협정 조건이 유엔 안전 보장 이사회에서 만장일치 지지를 받았다는 사실에도탈레반 대변인 수하일 샤힌을 포함하여 탈레반과 가까운 소식통은 가니가 포로 교환 법령을 거부하고 탈레반 수감자 5,000명을 석방하지 않았다고 주장했다. 2020년 3월 14일, 국가안전보장회의(NSC) 대변인 자비드 파이살은 가니가 수감자 명단을 검토할 필요가 있다는 이유로 탈레반 수감자들을 석방을 연기했다고 발표했다.
2020년 3월 27일, 아프간 정부는 평화회담을 위한 21명의 협상팀 구성을 발표했다. 그러나 3월 29일, 탈레반은 "우리는 우리의 합의에 부합하고 제시된 원칙에 따라 구성된 협상팀과만 회담을 할 것"이라고 말하며 팀을 거부했다. 2020년 3월 31일, 수감자 석방과 관련해 탈레반 대표단 3명이 카불에 도착했다. 이 방문은 2001년 이래 탈레반 대표의 첫 카불 방문이었다. 아프간 정부는 또한 이전에 바그람 교도소에서 회담을 열기로 동의했다. 그러나 같은 날 아프가니스탄 정부는 탈레반이 휴전 합의를 거부하고 탈레반 대표단이 예정된 시간에 교도소에 나타나지 않아 포로 교환이 연기됐다고 발표했다. 탈레반 대표단이 도착한 후, 아프간 정부 고위 인사는 로이터에 "모든 것이 계획대로 진행된다면 수감자들의 석방이 며칠 안에 진행될 수 있다"고 말했다.
2020년 3월 31일, 유엔 안전보장이사회는 평화 과정 진전을 목적으로 모든 전쟁 당사자에게 휴전을 선언하라고 촉구했다. 2020년 4월 1일, 탈레반과 아프간 정부는 이전 화상회의와 달리 전날 카불에서 실제로 대면회담을 치렀으며, 국제 적십자 위원회의 감독을 받았다는 사실이 밝혀졌다. 그러나 아프가니스탄 국가보안회의(NSC) 사무국은 지금까지 이루어진 유일한 진전은 "기술 관련 문제"에 있다고 밝혔고, 이후 탈레반 대변인 자비훌라 무자히드는 "정치 관련 회담은 없을 것"이라고 말했다. 회담장 바깥에서 아프간 정부와 탈레반 사이 긴장은 2020년 4월 1일, 헬만드에서 여러 어린이를 죽게 한 폭발과 관련해 아프간 당국이 탈레반을 지목한 것으로 나타났다. 협상 이틀째인 2020년 4월 2일에는 아프간 군인 20명을 석방하는 대가로 탈레반 수감자 최대 100명을 석방하기로 합의했다
2020년 4월 7일, 탈레반은 탈레반 대변인 수하일 샤힌이 "무익하다"고 묘사한 죄수 교환 회담에 나섰다. 샤힌은 또한 트위터에서 회담에서 나온 지 몇 시간 만에 탈레반의 협상 팀이 카불에서 소환되었다고 밝혔다. 탈레반은 또한 석방을 원하는 15명의 지휘관 가운데 한 명도 석방하지 못했다. 포로 교환 논쟁은 또한 계획된 죄수 교환의 지연을 초래했다. 다음 날 파이살은 탈레반 포로 100명만 석방할 것이라고 주장했다. 파이살은 나중에 바그람에 수감되어 있던 100명의 수감자들이 석방되었다고 말했다. 탈레반 은 카불에서 탈레반 의 철수 영향으로 "기술팀"이 수감자의 신원을 확인하는 것을 방해했다는 사실 때문에 이러한 석방을 검증하는 것을 거부했다. 아프간 정부는 어떤 수감자를 석방할 것인지 단독으로 결정했기에 탈레반이 선호하는 이름이 석방된 수감자 목록에 포함되었는지 여부를 확인할 수 없었다.
2020년 5월 17일, 가니는 경쟁자인 압둘라 압둘라와 권력 분담 계약을 체결하여 2019년 아프간 대통령 선거 결과와 관련한 오랜 논쟁을 끝내고 평화 협상 책임을 압둘라에게 위임했다.
2020년 8월까지 아프간 정부는 5,100명의 죄수를 석방하고, 탈레반은 1,000명을 석방했다. 그러나 아프간 정부는 탈레반이 석방을 원하는 목록에서 죄수 400명을 석방하는 것을 거부했다. 그 400명은 심각한 범죄로 기소되었기 때문이었다. 가니는 이 죄수들을 석방할 헌법 권한이 없다고 말하면서 이 문제를 논의하려고 8월 7일부터 9일까지 로야 지르가를 소집했다. 지르가는 남은 포로 400명을 석방하는 데 동의했다.
2020년 8월 14일, 아프간 협상팀 구성원 21명 가운데 한 명인 파우지아 쿠피가 카불 근처에서 여동생 마리암 쿠피 (Maryam Koofi)와 함께 총잡이에게 공격을 받았다. 파우지아 쿠피는 아프가니스탄의 저명한 인권 운동가로, 탈레반을 비난하는 목소리를 내고 있다.
탈레반 관리들은 아프간 정부가 협상을 방해하려고 의도적으로 탈레반 억류자 100명의 석방을 연기했다고 비난했다. 아프가니스탄 정부는 모든 탈레반 수감자들이 석방됐다고 주장하며 탈레반 의 이런 주장을 부인했다.
2020년 9월까지 아프간 정부는 트럼프 행정부의 요청에 따라 약 5,000명의 탈레반 수감자들을 석방했다. 정부 중재팀은 탈레반과의 대화를 목적으로 도하를 방문하려고 대기했지만 지연은 계속됐다.

## 탈레반 의 공격 재개
2020년 2월 29일, 도하 협정 서명이 이루어진 후, 아프간 안보군을 향한 반군 공격이 급증했습니다. 탈레반 은 2020년 3월 3일, 아프간 군대와 경찰을 향한 공세를 재개하여 쿤두즈와 헬만드 지역에서 공격을 가했다. 3월 4일, 미국은 아프가니스탄 남부 헬만드 지방에서 탈레반 전사들을 공습했다. 합의 후 45일(2020년 3월 1일부터 4월 15일까지) 동안 탈레반은 아프가니스탄에서 4,500회 이상의 공격을 가했으며, 이는 전년 동기 대비 70% 이상 증가한 수치였다. 이 기간 동안 아프간 안보군 900명 이상이 사망했는데, 이는 1년 전 같은 기간의 약 520명에서 증가한 수치다. 한편, 탈레반을 향한 아프간과 미군의 공세 및 공습 횟수가 크게 감소함에 따라 탈레반 사상자는 1년 전 같은 기간 약 1,660명에서 같은 기간 610명으로 감소했다. 조내선 호프먼 미국 국방부 대변인은 탈레반 이 아프가니스탄에서 미군 주도 연합군을 향한 공격을 중단했지만 폭력은 여전히 용납할 수 없을 정도로 심각하며 외교 해결에 도움이 되지 않는다고 말했다. 호프먼은 "우리는 이 지역의 파트너를 보호하려고 방어적 공격을 계속해왔고 앞으로도 그렇게 할 것"이라고 덧붙였다.
2020년 6월 22일, 아프가니스탄은 탈레반 이 자행한 422회에 달하는 공격으로 아프가니스탄 국방안보군 (ANDSF) 대원 291명이 사망하고 550명이 부상당해 "19년 만에 가장 많은 피를 많이 흘린 주"라는 내용을 전했다. 해당 주에는 탈레반의 공격으로 18개 주에서 여성과 어린이를 포함한 최소 42명의 민간인이 사망하고 105명이 부상당했다. 한 주 동안 탈레반은 중부 다이쿤디주에서 민간인 60명을 납치했다.

## 서방 병력 철수
도하 협정은 또한 "모든 비외교 민간인, 민간 보안 계약자, 훈련사, 고문 및 지원 서비스 요원을 포함한 미국, 동맹국, 동맹국의 모든 군대"의 아프가니스탄 철수를 다루었다. 트럼프 행정부는 아프가니스탄 주둔 미군을 135일 이내(즉, 2020년 7월까지) 13,000명에서 8,600명으로 초기 감축하고, 탈레반이 계속 철군할 경우 14개월 이내에(즉, 2021년 5월 1일까지) 완전히 철수하기로 합의하기로 약속했다. 옌스 스톨텐베르그 나토 사무총장은 나토의 병력을 약 16,000명에서 약 12,000명으로 줄이겠다고 약속했다. 미국은 또한 135일 이내에 5개의 군사 기지를 폐쇄하기로 약속했다. 2020년 3월 10일, 미국은 일부 병력을 철수하기 시작했다.
2020년 7월 1일, 미국 하원 군사위원회는 트럼프 대통령이 아프가니스탄에서 미군을 철수할 수 있는 능력을 8,600명 이하로 제한하는 국방수권법 개정안을 압도적인 찬성으로 가결했다.
2021년 1월 20일 조 바이든이 대통령으로 취임할 당시, 아프가니스탄에는 아직 2,500명의 미군이 주둔하고 있었다. 바이든의 국가안보보좌관 제이크 설리번은 행정부가 합의 탈퇴를 검토할 것이라고 말했다. 2021년 4월 14일, 바이든 행정부는 미국이 5월 1일까지 남은 군인들을 철수하지 않고 9월 11일까지 철수할 것이라고 밝혔다. 7월 8일, 바이든은 미국의 탈퇴 날짜를 8월 31일로 지정했다.
다른 서방 병력은 자체 철수 일정을 정했다. 독일과 이탈리아는 2021년 7월 2일, 아프가니스탄에서 군대를 철수했다. 호주는 7월 15일, 철수를 완료했다. 영국군을 태운 마지막 비행기는 8월 28일에 카불을 떠났다.
2021년 8월에 접어들어 탈레반은 무력으로 빠르게 아프가니스탄을 장악했다. 남은 미군 병력은 2021년 8월 30일까지 철수했다.

## 같이 보기
- 아프간 평화 과정
- 제네바 협정 (1988년)
- 파리 평화 협정